# Wollschlaeger

Wappen derer von Wollschlaeger

Wollschlaeger, auch Wollschläger oder Wolszlegier ist der Name eines deutschstämmigen, kaschubischen Adelsgeschlechts.

## Geschichte
Die Familie ist aus Deutschland bereits zur Ordenszeit nach Pommerellen, genauer in die Gegend um Schlochau eingewandert und wurde in der Folgezeit polonisiert. 1408 zog der Hauptmann Steffan Wolschlaer mit 300 Mann des kulmschen Aufgebots gegen die Samaiten. 1526 bestätigte König Sigismund den Edelleuten Mathaeo, Petrus und Martino Wolslager ihren Adel. Im Jahre 1570 wurden vier Edelherren Wollschlaeger als Miteigentümer des Dorfes Platendienst urkundlich genannt. Die Familie verband sich durch Heiraten mit dem ortsgesessenen kaschubischen bzw. hinterpommerschen Adel und gehörte der Szlachta an.
Die durchgängige Stammreihe beginnt im 17. Jahrhundert. Es sind zwei Hauptstämme der Wollschläger ab dieser Zeit bekannt.
- Stamm A wurde durch Mathes von Wollschläger und seiner Gattin Anna Sophia von Kleist gestiftet
- Stamm B wurde durch Gregor von Wollschläger und seiner Gattin Anna Wika Czarnowska gestiftet

Am 27. September 1772 huldige die Familie in Marienburg Friedrich dem Großen. Bereits vorher dienten einzelne Söhne in der polnischen Armee. 1825, bzw. 1845 durch Karol Marcin Wolszlegier sowie 1855 durch Piotr Wolszlegier legitimierte die Familie in Polen ihren Adel.
Die Wollschläger haben auf dem Gebiet Westpreußens die Güter
Bellno, Goluschitz, Klausfelde, Laskowitz, Lowin, Mühlheide, Rakelwitz, Samarte, Schönfeld, Seehlen, Sluppy, Tucholka, Zechlau und Zoldan, sowie anteilig Prechlau und Gotzkau besessen. In Posen besaßen sie um die Mitte des 19. Jahrhunderts Charplewo, Cienzkowo und Iwno.

## Wappen
Als Stammwappen führen die Wollschlaeger das polnische Wappen Bełty. Dieses zeigt in Rot zwei silberne nach unten gerichtete ins Andreaskreuz gelegte Pfeile, die von einem nach oben gerichteten, gleichartigen, silbernen Pfeil gekreuzt werden. Auf dem gekrönten Helm mit rot-silbernen Decken einen roten Adlerflug, rechtshin durchbohrt von einem silbernen Pfeil.
Unter dem Namen Wolszleger sollen gelegentlich auch die Wappen Jelita bzw. Trzaska geführt worden sein.

Wappen Trzaska
Wappen Jelita

## Angehörige
- Joseph von Wollschlaeger (* 1756; † nach 1818), preußischer Landrat im Conitzer Kreis und Landesdirektor von Westpreußen
- Anton von Wolszlegier (* 1843; † 1922), katholischer Geistlicher und Mitglied des Deutschen Reichstags
- Wladislaus von Wolszlegier (* 1849; † 1922), Rittergutsbesitzer und Mitglied des Deutschen Reichstags